# Spanair

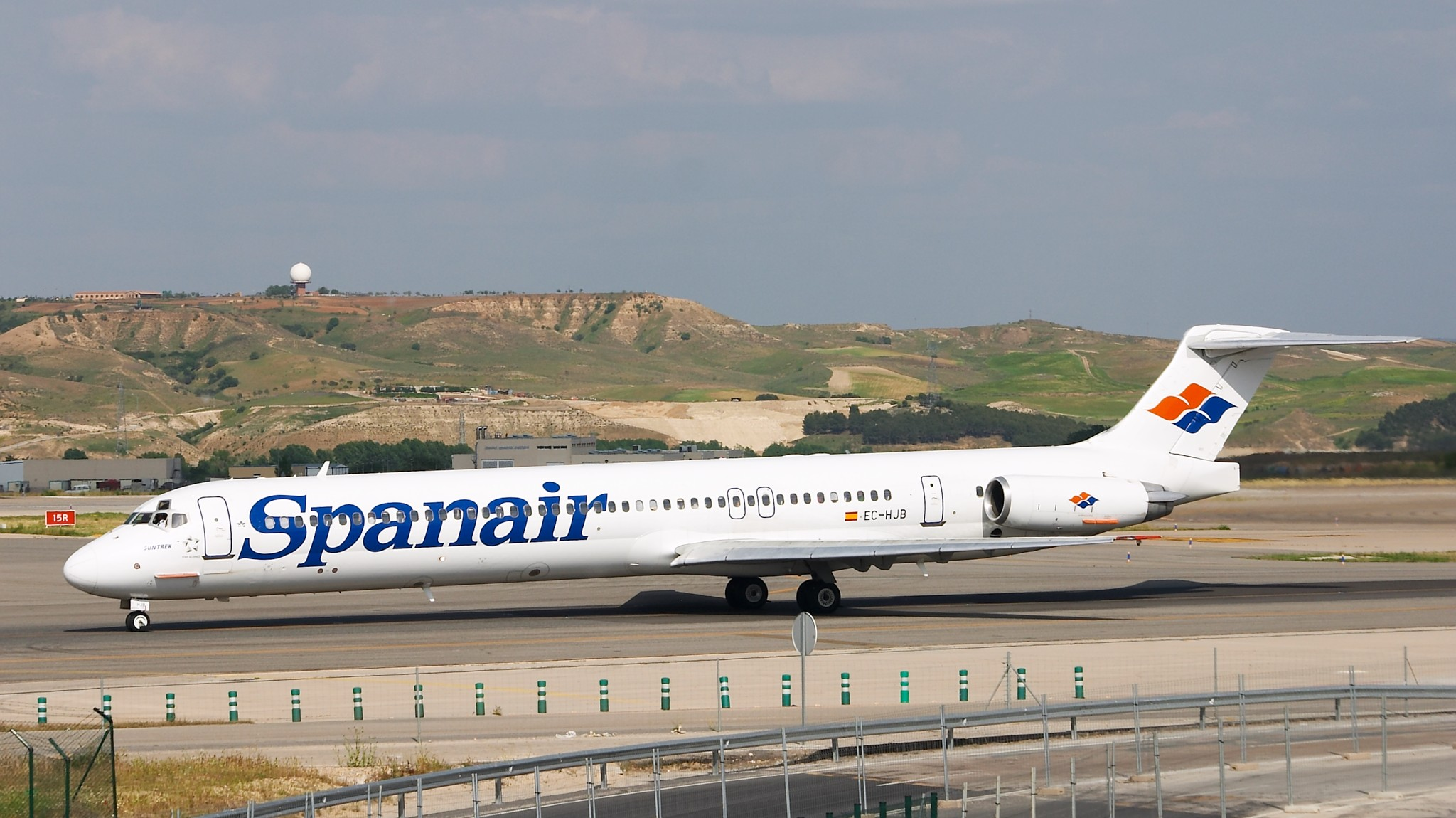
McDonnell Douglas MD-82

Spanair a fost o companie de aviație spaniolă fondată în 1986, membră a alianței Star Alliance. Compania a fost bazată în Palma de Mallorca și a operat zboruri spre mai multe destinații regionale, precum Madrid, Barcelona, Ibiza, Bilbao, Vigo, Asturias, Alicante, Valencia și Vitoria. În 2012 a dat faliment.

## Statistici
Statisticile sunt valabile pentru februarie 2004:
- 49 de avioane
- 346 de zboruri în fiecare zi
- 2.610 de angajați
- 8.128.143 de pasageri transportați în 2001

## Incidente și accidente

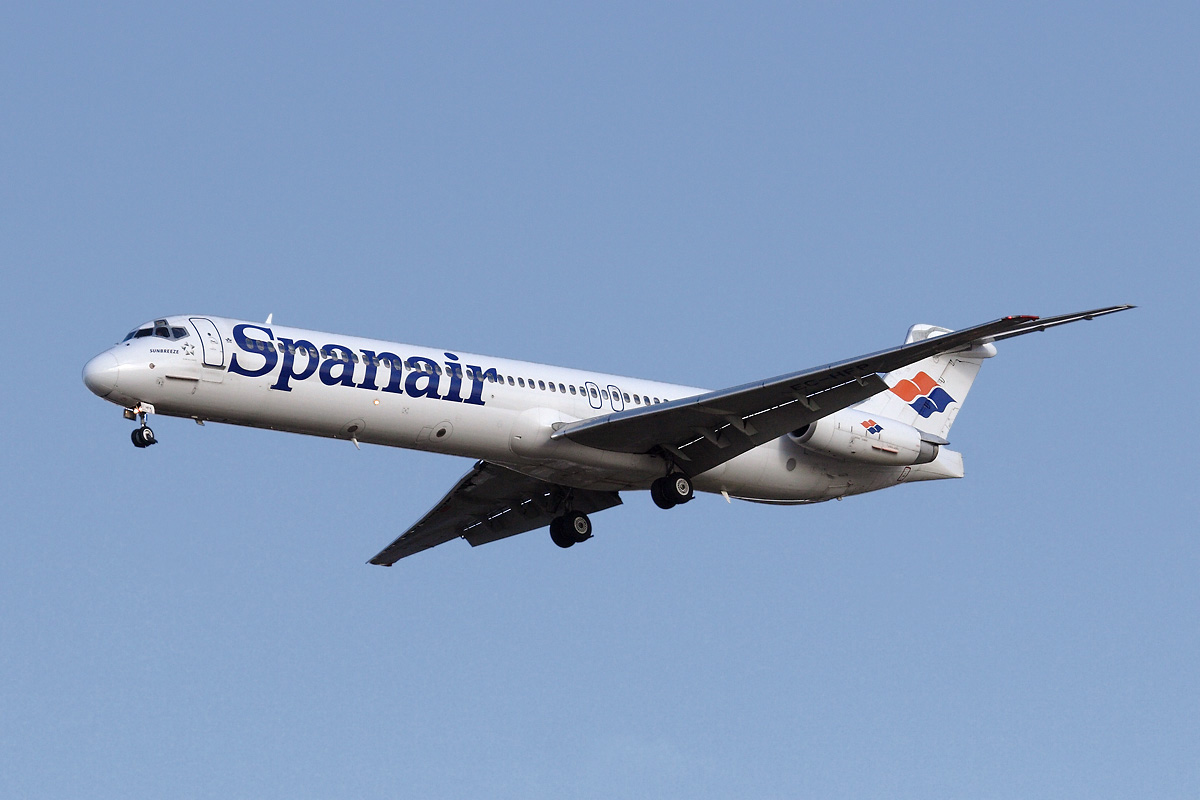
Avionul EC-HFP

Pe 20 august 2008 la ora 14:45, o aeronavă Spanair McDonnell Douglas MD-82 înmatriculată EC-HFP efectuând zborul JK 5022 s-a prăbușit la decolarea de pe aeroportul Barajas din Madrid, după ce motorul stâng a explodat în timp ce avionul se afla la o înălțime mai mică de 100 de metri. Aeronava, cu un echipaj de 9 persoane, transporta 166 de pasageri spre Las Palmas de Gran Canaria. În accident și-au pierdut viața 153 de persoane și există 19 supraviețuitori, dintre care cinci copii.